# Тварини, що вимерли після 1500 року
Тварини, що вимерли після 1500 р. — види тварин, існування яких було зафіксовано в пам'ятках культури, є відомості про спостереження цих тварин природознавцями або мандрівниками, але на нинішній день ці види не існують. За даними Міжнародного союзу охорони природи (англ. World Conservation Union) на 2008 р., за останні 500 років повністю вимерло 844 видів тварин.
Список вимерлих видів регіону, країни або світу публікується на перших сторінках відповідних Червоних книг регіонального, національного або міжнародного статусу.

## Вимерлі ендемічні види
Найчастіше винищенню піддавалися ендемічні види, які довгий час існували в специфічних умовах ізольовано. Такі види часто не мали природних ворогів і втрачали захисні пристосування, у тому числі змінювалися поведінкові реакції, у птахів втрачалося вміння літати. Причиною вимирання таких видів могло бути не прямий, а опосередкований вплив людини — наприклад, завезені людиною навмисно або ненавмисно тварини (кішки, собаки, інші хижаки, пацюки), або перетворення, а частіше повне знищення природних екосистем (місць проживання ендемічних видів) під потреби сільського господарства, будівництва, промисловості та для інших цілей.

## Вимерлі з 1500р. по 1599 р
- Plagiodontia ipnaeum — вимерлий гризун родини хутієвих, раніше зустрічався в Домініканській республіці і на Гаїті. Природними місцями проживання звіра були субтропічні і тропічні вологі ліси. Останні згадки відноситься до проміжку між 1536—1546 рр.[2].
- Quemisia gravis — гризун, що відноситься до родини Heptaxodontidae. Раніше зустрічався в Домініканській республіці і на Гаїті[3]. Останні згадки відноситься до проміжку між 1536—1546 рр.[2]. Причина вимирання — зникнення природних місць мешкання.[4]
- Noronhomys vespuccii(інші мови) — вимерлий гризун, що мешкав на архіпелазі Фернанду-ді-Норонья[5]. Ймовірно вимер через завезення на острови корабельних пацюків з кораблів Амеріго Веспуччі, які зайняли екологічну нішу рисових мишей. Останні згадки відносяться до 1503 р.[2].
- Nycticorax olsoni — нічний птах родини чаплевих, мешкав на Острові Вознесіння, останні згадки відносяться до 1555 р. за одними даними[6] і до 1502 р. — за іншими[7].

## Вимерлі з 1600р. по 1699 р

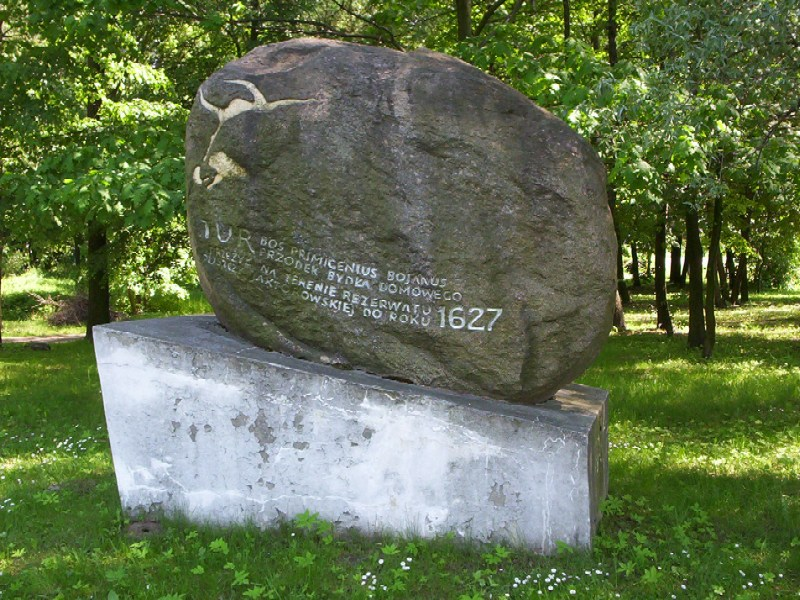
Пам'ятник останньому туру в Якторові

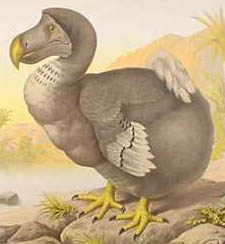
Дронт

- Nyctanassa carcinocatactes — зниклий вид чапель, що мешкав на Бермудських островах. Описано в 2006 році за рештками С. Л. Олсоном (Storrs L. Olson) і Д. Б. Вінґейтом (David B. Wingate). Останні згадки відносяться до 1623 р.[7]
- Nesotrochis debooyi — мешкав на Кубі. Остання згадка відноситься до 1625 р.[7]

- Тур (лат. Bos primigenius) — парнокопитна тварина роду справжніх биків. Нині вважається вимерлим в результаті господарської діяльності людини і інтенсивного полювання. Остання популяція загинула в лісах недалеко від Якторува в 1627 році[8].
- Мартинікський ара (Martinique Macaw) (лат. Ara martinica) — вид птахів родини папугових, підродини справжніх папуг. Мешкав на острові Мартиніка, описаний в 1905 році У. Ротшильдом по короткій записці XVII століття, складеній Дж. Бутоном[9]. Реальних слідів існування не виявлено, ймовірно були острівної популяцією синьо-жовтих ара, завезеними аборигенами[10]. Останні згадки відносяться до 1640 року[11]
- Пастушок атлантичний (лат. Mundia elpenor) — птах був ендемічним видом острова Вознесіння. Останні згадки відносяться до 1656 р.[7]
- Палеопропітек (лат. Palaeopropithecus ingens) — вид субфосильних лемурів, що відносяться до вимерлого роду палеопропітеки, які мешкали на Мадагаскарі, Були доволі великими, важили до 55 кг[12]. Останні згадки відносяться до 1658 р.[2]
- Фоса велетенська (лат. Cryptoprocta spelea) — вимерлий вид мадагаскарських хижаків[13] родини Eupleridae, найбільш близьких до мангустів. Описано в 1902 році. Ймовірно вимерли через зникнення їхньої основної їжі — гігантських лемурів. Останні згадки відносяться до 1658 р.[2]

- Додо — птах, що втратив здатність літати, раніше відносили до родини голубових. Мешкав на острові Маврикій. Європейські колоністи винищували його через смачне м'ясо, а привезені моряками свині, кішки і мавпи розоряли гнізда дронтів, влаштованих на землі. Один зі скелетів знаходиться в Дарвінівському музеї в Москві. Дронт фігурує у книзі Льюїса Керрола «Аліса в країні чудес». У другій половині XX століття дронт став символом боротьби за захист та збереження рідкісних видів тварин. Востаннє бачений близько 1662 р.[7]
- Родригеський папуга(інші мови) (лат. Necropsittacus borbonicus) — вимерлий птах родини папугових. Останні згадки відносять до 1671 р.[7]
- Квак реюньйонський (англ. Réunion Night Heron) (лат. Nycticorax duboisi) — вимерлий птах родини чаплевих, що мешкав на Маскаренских островах. Відомий тільки за описом С. Дюбуа, зробленим у 1674 році[7].
- Foudia belloni — вимерлий птах із родини ткачикових, мешкав на Мадагаскарі. Останні згадки відносяться до 1671-72 років[7].
- Боривітер реюньйонський (лат. Falco duboisi) — хижий птах роду сокіл, родини соколових. Мешкав на островах Родригес і Реюньйон. На даних островах були практично повністю знищені ліси, і зникла фактично вся реліктова фауна, зокрема, такі види, як родригеський птах пустельник і реюньйонський боривітер. Останні згадки відносяться до 1671—1672 років[7].
- Каргарка реюньйонська (англ. Réunion Shelduck) (лат. Alopochen kervazoi) — вимерлий птах з острова Реюньйон, належав до родини качкових. Єдиний сучасний представник даного роду — каргарка нільська. Офіційно каргарку реюньйонську визнано вимерлою на початку XXI століття[14]. Останні згадки відносяться до 1671-72 років[7].

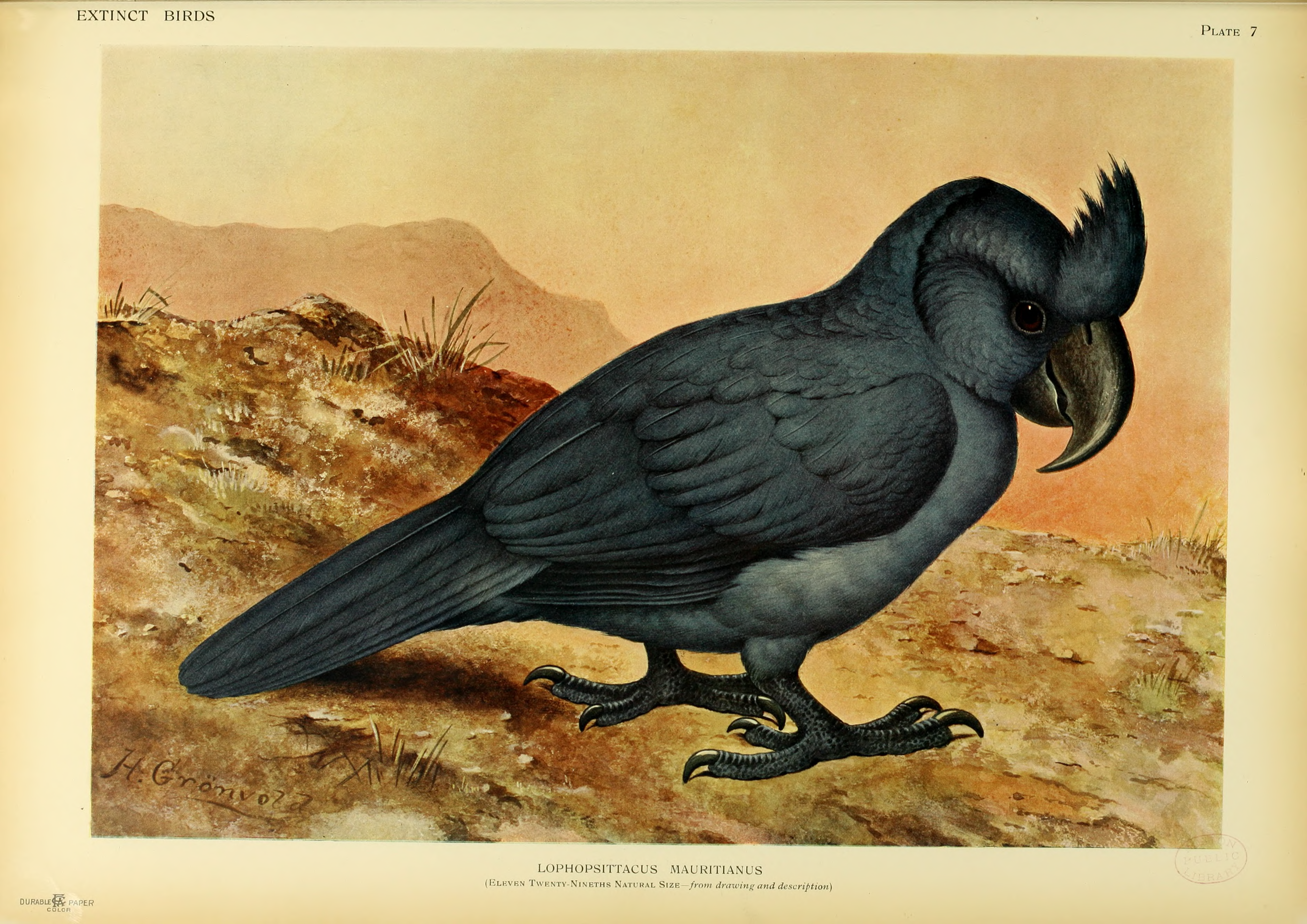
Маврикійський чубатий папуга. Ілюстрація Генріка Гренвольда (Henrik Grönvold) (1907), заснована на замальовці 1602

- Lophopsittacus mauritianus — птах родини папугових, підродини справжні папуги. Описаний по фактично єдиному опису, зробленому в 1601—1602 роках, який зберігається в бібліотеці Утрехта (малюнок). Основний колір — сіро-блакитний. Масивний дзьоб, на голові виразний чубчик. Крила відносно тіла непропорційно короткі, імовірно не міг літати, тільки спурхував. Зник у період колонізації острова європейцями, які завезли собак, щурів, свиней, що полювали на птицю і розорювали гнізда. За свідченнями, останнього птаха бачили в 1638[15], за іншими даними — в 1673 році[7]. Описані також інші папуги цього острова, Lophopsittacus bensoni — сірий широкодзьобий. Він був меншим, Lophopsittacus mauritianus. Через нестачу описів, існує певна імовірність, що сірий папуга — це самка Lophopsittacus mauritanus. Сірі широкодзьобі папуги зустрічались на острові до кінця XVIII ст., що може вказувати на зникнення виду майже через 100 років після останньої згадки[16].
- Nycticorax mauritianus — вимерлий птах родини чаплевих, мешкав на острові Маврикій, вперше описано Франсуа Леґа (фр. François Leguat) в 1693 році на порозі зникнення[7].
- Пастушок іржастий (лат. Aphanapteryx bonasia) — вимерлий нелітаючий птах родини пастушкових, ендемік острова Маврикій. Перші описи птаха відносяться до 1602 р., а останні дані про зустрічі належать до 1693 р[7].
- Каргарка маврикійська (англ. Mauritian Shelduck) (лат. Alopochen mauritianus) — ендемічний птах родини качкових. Найближчий родич реюньйонської каргарки і каргарки нільської. Як і реюньйонська каргарка, був предметом полювання колоністів і був винищений за короткий час, додатковим чинником стало розорення гнізд щурами і свиньми, завезеними колоністами. Ще в 1681 році згадувався Франсуа Леґа як численний вид, але вже в 1693 році зустрічався вельми рідко[17]. Останні згадки відносяться саме до 1693 р[7].
- Чирянка маскаренська (лат. Anas theodori) — вимерлий птах родини качкові. Ендемік островів Маврикій і Реюньйон. Описано Франсуа Леґа. Причиною вимирання стало надмірне полювання на птицю і розорення гнізд завезеними щурами і свинями[17]. Останні згадки відносяться до 1693 р[7].

## Вимерлі з 1700р. по 1799 р

Категорії МСОП

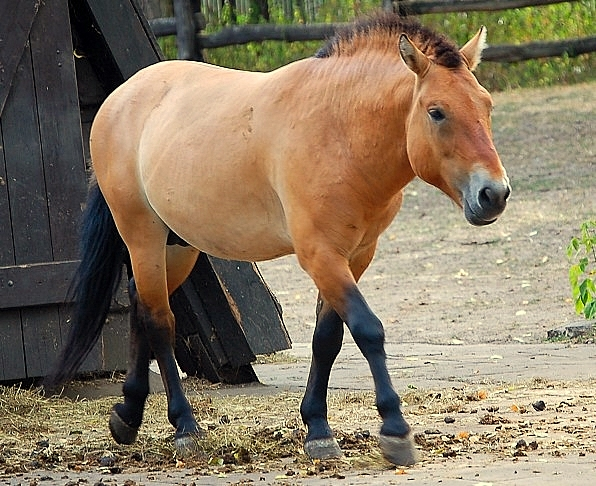
Кінь Пржевальського належить до видів на межі зникнення

- Threskiornis solitarius[18] — вимерлий птах родини ібісових, ендемік острова Реюньйон[19]. Перші згадки відносяться до 1613 p., і спочатку вважався спорідненим додо. Останні згадки відносяться до 1705 p[7].
- Реюньйонський рожевий голуб (Réunion Pink Pigeon) (лат. Nesoenas duboisi) — вимерлий птах родини голубові. Вперше описано С. Дюбуа в 1674 році, згодом Л. Ротшильд назвав його на честь першовідкривача[20]. Останні згадки відносяться до 1705 р[7].

### Каролінський папуга

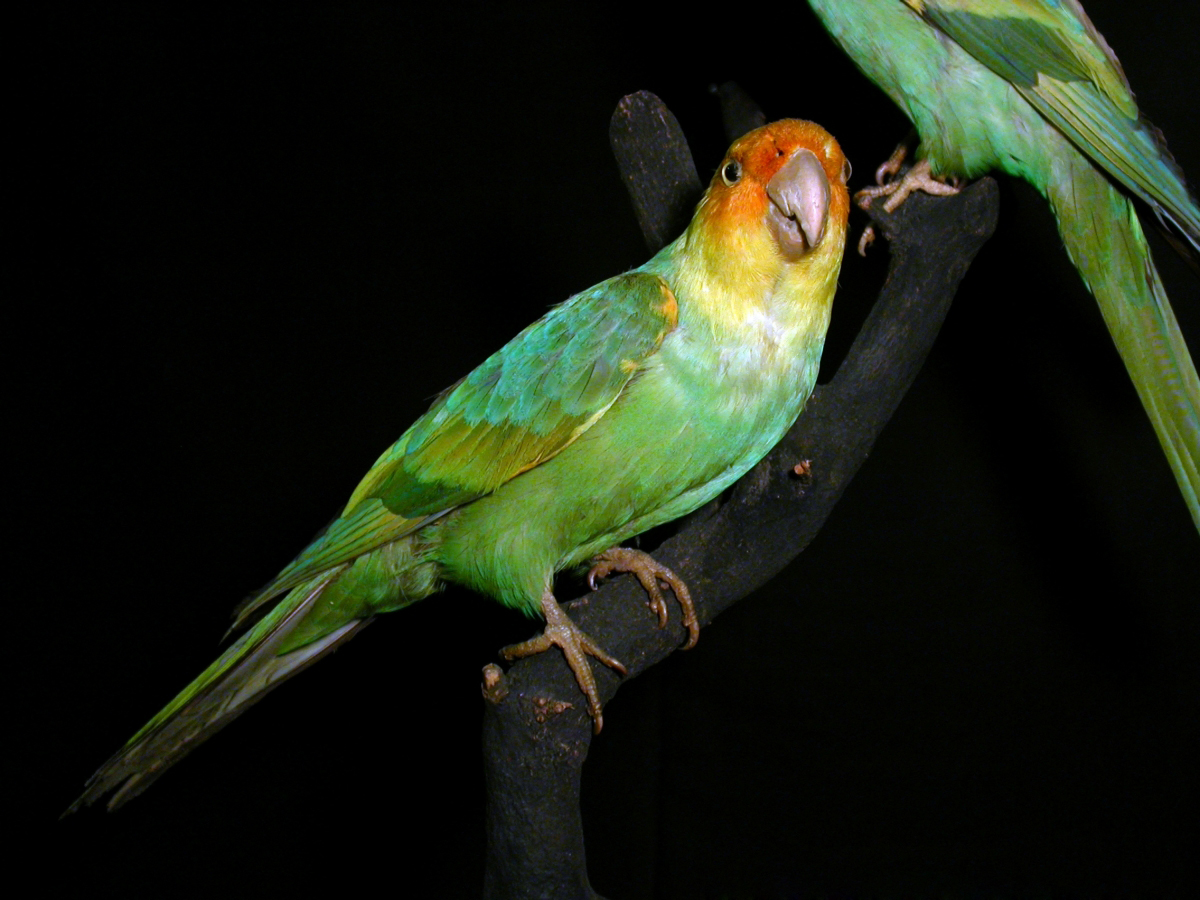
Опудало Каролінського папуги

Єдиний представник папугових на північноамериканському континенті, каролінський папуга, мешкав у Північній Америці від Північної Дакоти до Міссісіпі і Флориди, доходячи до 42° півн. ш. Досить добре переносив суворі зимові холоди.
Вимер внаслідок нещадного винищення мисливцями. Таке сильне переслідування пояснювалося шкодою, яку ці папуги завдавали полям і плодовим деревам. Останній папуга помер у зоопарку в 1918 році.

### Ендеміки островів Індійського океану
Маскаренські острови (Маврикій, Родригес і Реюньйон) є одним з найвідоміших прикладів загибелі ендемічної фауни. Поряд з дронтом, на островах зникли:
- Гігантські сухопутні черепахи (кілька видів з роду Cylindraspis; близький вид зберігся на островах Галапагос в Тихому океані),
- Threskiornis solitarius,
- Деякі плазуни.
- Реліктові рожеві голуби і кілька інших видів дивом збереглися, багато в чому завдяки зусиллям Джеральда Дарелла (присвячену цьому книгу — «Золоті крилани і рожеві голуби» випущено російською мовою).
- На Реюньйоні вимер ендемічний вид соколів (Réunion_Kestrel) Falco duboisi.
- Вимерли всі три види сов роду Mascarenotus.
- Два види Alectroenas.

### Стеллерова корова
Сумна популярність дісталася і двом видам, відкритим і описаним російським зоологом Стеллером в ході експедиції Вітуса Берінга. Це стеллерова корова і стеллерів баклан.
Морська, або стеллерова, корова — ссавець ряду сирен, багато в чому нагадувала ламантина і дюгоня, але була набагато більша за розмірами. Великі стада цих тварин плавали біля самої поверхні води, годуючись морською капустою (ламінарією), через що тварина і було названо морською коровою. М'ясо її, яке було дуже смачним і не пахло рибою, активно вживалося в їжу, так що стеллерова корова була винищена повністю всього за 30 років, незважаючи на вражаючі розміри популяції. Щоправда, окремі свідоцтва моряків, які нібито бачили кілька морських корів, приходили до 1970-х років і, можливо, пізніше. Скелет морської корови можна побачити в Палеонтологічному музеї ім. В. О. Топачевського в ННПМ НАН України в Києві.

### Стеллерів баклан
Стеллерів баклан (очковий баклан, Phalacrocorax perspicillatus) — птах із ряду пеліканоподібних, родини Бакланові, роду баклани. Баклан був понад 70 см у висоту, не вмів літати і рухався як пінгвін. М'ясо стеллерового баклана не поступалося м'ясу морської корови. Оскільки баклани не вміли літати і могли врятуватися від небезпеки тільки у воді, команди суден легко ловили їх, живими набивали трюми кораблів і везли на продаж. По дорозі частина птахів гинула, частина вживалася в їжу самою командою, і тільки 200 птахів з тисячі продавалися. Вважається знищеним до середини XIX століття, хоча, за непідтвердженими відомостями, останню пару бакланів бачили в 1912 р.

### Інші приклади
У Новій Зеландії — птах моа (винищений аборигенами маорі), на Мадагаскарі — птахи родини епіорнісові, на Фолклендських островах — фолклендська лисиця, в Австралії і в Тасманії — сумчастий вовк, на острові Шуазель (Соломонові острови) — чубатий товстодзьобий голуб. Цього птаха було відкрито і описано англійським натуралістом А. С. Міком в 1804 році. Голуб більшу частину часу проводив на землі, а на ночівлю влаштовувався на нижніх гілках дерев. Основною причиною зникнення голуба (вимер до середини XX століття) стали завезені на острів котів і вирубування лісів під плантації кокосової пальми.

## Вимерлі в XIX—XX століттях

### Мандрівний голуб

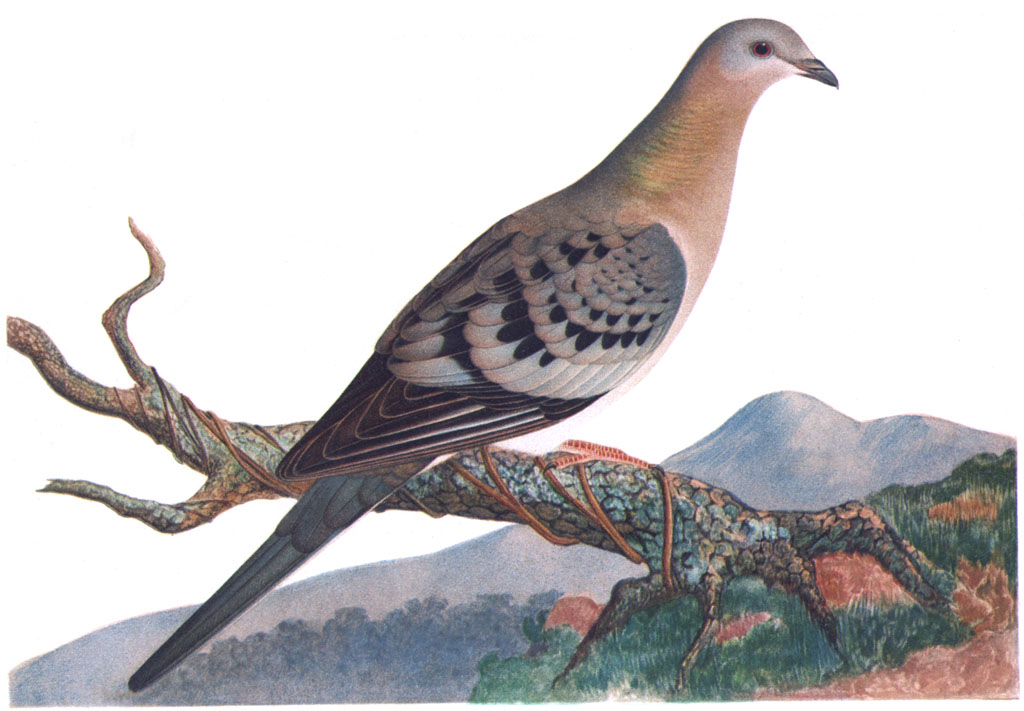
Мандрівний голуб

Одним із прикладів зникнення з вини людини є мандрівний голуб. Колись багатомільйонні зграї цих птахів літали в небі Північної Америки. Угледівши їжу, голуби як величезна сарана кидалися вниз, а наситившись — відлітали, начисто знищуючи фрукти, ягоди, горіхи, комах. Подібна ненажерливість викликала роздратування колоністів. Крім того, голуби були дуже добрі на смак. В одному з романів Фенімора Купера описано, як при наближенні зграї голубів все населення міст і селищ висипало на вулиці, озброївшись рогатками, рушницями, іноді навіть гарматами. Вбивали стільки голубів, скільки могли вбити. Голубів закладали в льохи-льодовики, готували відразу, годували собак або просто викидали. Влаштовувалися навіть змагання зі стрільби по голубах, а ближче до кінця XIX століття стали використовувати навіть кулемети.
Останній мандрівний голуб, на ім'я Марта, помер у зоопарку в 1914 році.

### Вересовий тетерук
Та ж доля спіткала північноамериканського вересового тетерука. Близький родич тетерука звичайного, здобувався заради смачного м'яса. Крім того, тетерук не мав імунітету проти захворювань домашніх курей. Останній тетерук помер в 1932 році в заповіднику, спеціально створеному, щоб спробувати зберегти цей вид.

### Квага

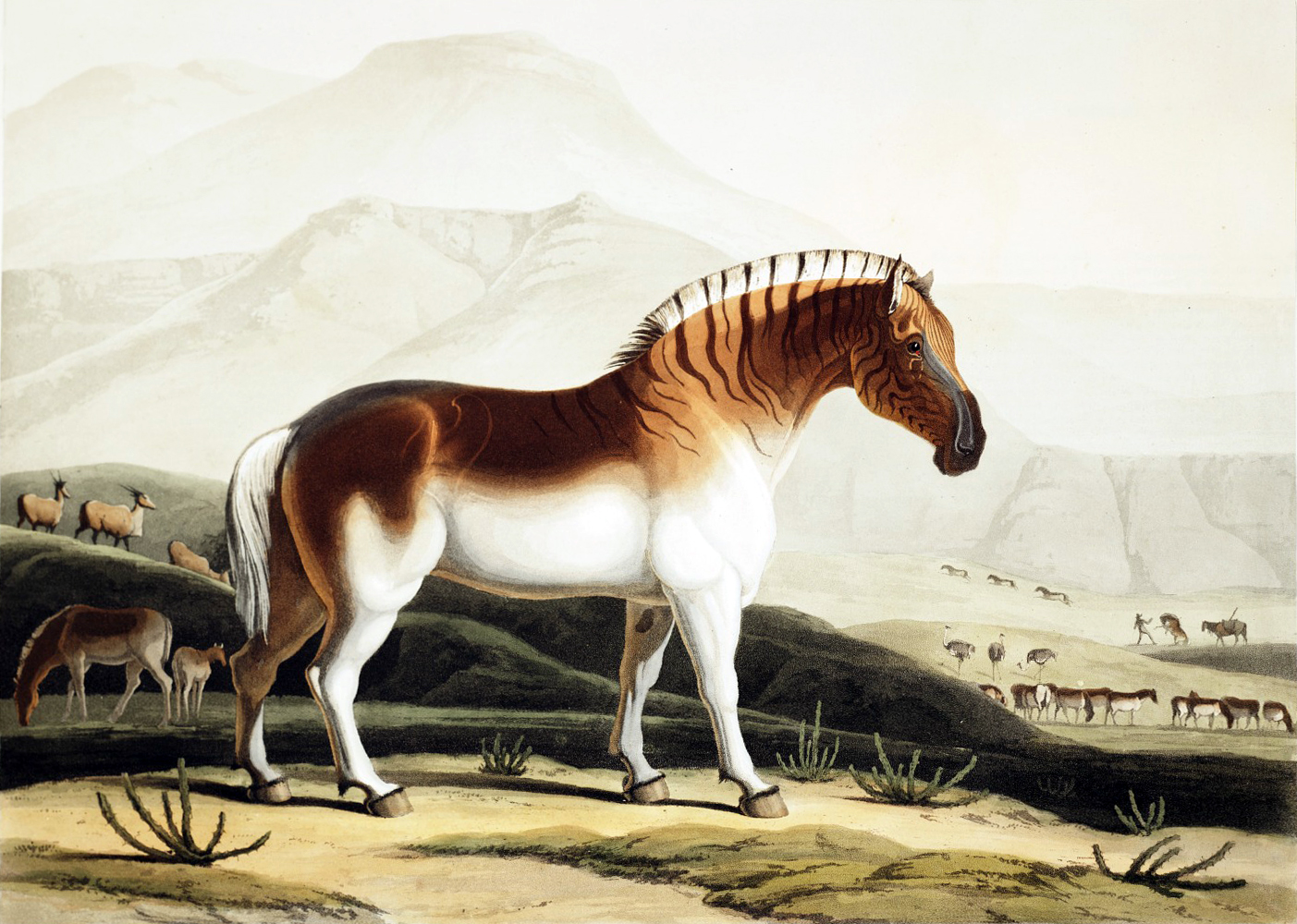
Квага

Квага мешкала на півдні Африки, відноситься до ряду непарнокопитних. Спереду вона мала смугасте забарвлення, як у зебри, ззаду — гнідий окрас коня. Бури добували квагу заради її міцної шкури. Квага — чи не єдина з вимерлих тварин, представники яких були приручені людиною і використовувалися для охорони табунів. Кваги набагато раніше домашніх овець, корів, курей помічали наближення хижаків і попереджали власників гучним криком «Куах», від якого отримали свою назву. Остання квага була вбита в 1883 році.

### Гагарка велика

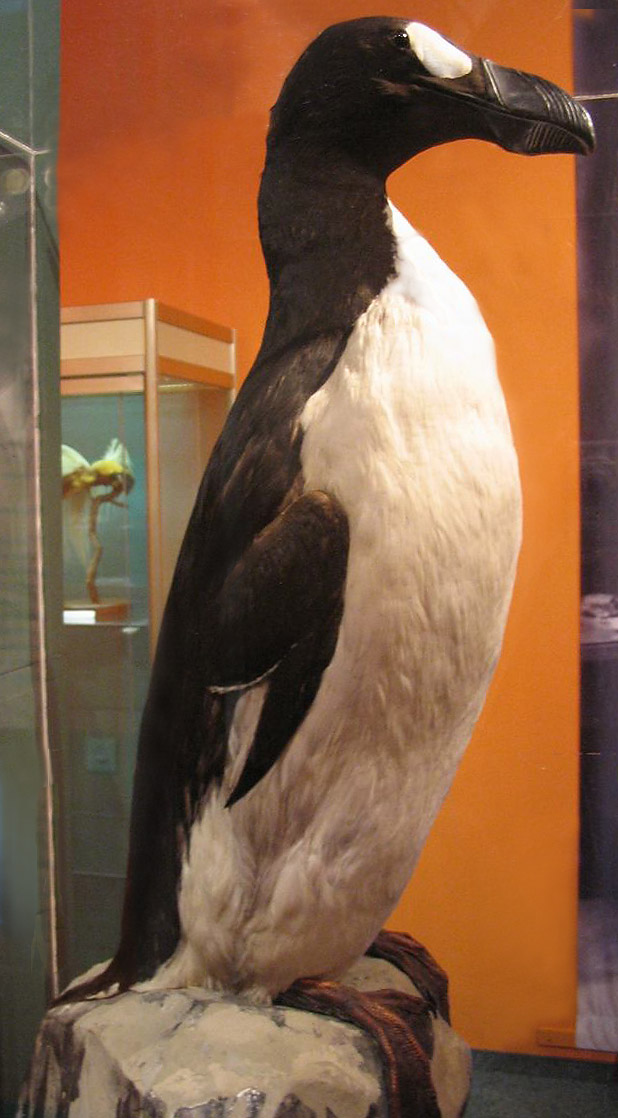
Гагарка велика

Схожа доля спіткала велику гагарку, «пінгвіна північної півкулі» — нелітаючих птахів із ряду сивкоподібних, родини чистикових, що гніздилися на північних островах Атлантичного океану. Їх добували заради м'яса і знаменитого пуху, пізніше, коли гагарки стали рідкістю, — для продажу колекціонерам. Останні великі гагарки були вбиті на невеликому острові біля Ісландії в 1844 році.

## Заходи з захисту вимираючих видів
Тільки в XX столітті людство дійшло висновку, що винищення рідкісних видів тварин може завдавати непоправної шкоди природі. Однак перші спроби збереження видів часто виявлялися невдалими. Зокрема, це було пов'язано з тим, що зоологи намагалися реанімувати вид, маючи в своєму розпорядженні всього одну-дві пари особин.
За даними дослідження, проведеного в рамках Millennium Ecosystem Assessment, в даний час вимирання видів тварин відбувається від 100 до 1000 разів швидше темпу, відповідного нормальному процесу еволюції.
Внесок у зміну цієї ситуації вніс Джеральд Даррелл. Він став першою людиною, що перетворив зоопарк в інститут розведення рідкісних видів тварин. Для відновлення чисельності зникаючого виду потрібно як мінімум кілька пар неспоріднених особин, умови утримання та їжа, підібрані для кожного виду індивідуально. Позитивний підсумок роботи щодо збереження видів досягається в тому випадку, якщо особин стає досить багато для успішного переселення їх у природне середовище проживання або в аналогічне середовище, якщо природне середовище знищено людиною. Таким чином вже врятовано безліч видів тварин.
Якщо тварина вже є рідкісною, але ще не стоїть на порозі вимирання, практикується створення заповідників.
Влада Кенії і Танзанії вже усвідомили, що туристи, охочі побачити живих слонів та інших тварин в природній обстановці, приносять куди більші прибутки, ніж продаж слонової кістки і левових шкур. Тепер співробітники державних заповідників швидше вступлять в бій з браконьєрами (такі випадки були), ніж самі спробують убити лева або слона.
В Україні така робота проводиться в недостатньому обсязі, заповідники часто охороняються не надто добре.
Тварина, що вважається вимерлою, не обов'язково вимерла. Завжди є шанс, що кілька особин уникли загибелі, ставши обережнішими. Чим більшу територію займав раніше вид і чим менше вона освоєна, тим вищий такий шанс. Так, наприклад, були виявлені особини такахе, виду, який вважався вимерлим. Але в більшості випадків ймовірність вторинного набуття виду близька до нуля.
Існують також проекти генетичного відтворення видів на основі збережених зразків ДНК, але жоден з них поки не реалізований.

## Ресурси Інтернету
- # The Most Recent Animal Extinctions The Extinction Website, 2010
- Вимерлі тварини [Архівовано 7 серпня 2011 у Wayback Machine.] [недоступне посилання з липня 2019]